# John Johnson (signore di Sark)
John Johnson (... – 1723) è stato l'ottavo Signore di Sark.
Colonnello e comandante della guarnigione del Guernsey, comprò il feudo di Sark da John Carteret nel 1720 e fu Signore di Sark fino alla sua morte.